# たばこと健康を考える議員連盟
たばこと健康を考える議員連盟（たばことけんこうをかんがえるぎいんれんめい）は、2008年6月に設立された日本の超党派の議員連盟。

## 概要
たばこ税の大幅引き上げを目指し設立。2008年6月13日、憲政記念館にて設立総会。関係団体からの意見聴取を国会内で行っている。健康被害などについて論点を置くことにより世論の理解を求め税制改革に反映をさせる方針をとっている。

## 共同代表世話人
- 島尻安伊子（自由民主党・無派閥・衆議院）
- 前原誠司（日本維新の会・衆議院）

## 参加議員一覧
- 片山さつき（自由民主党・無派閥・参議院）
- 後藤茂之（自由民主党・無派閥・衆議院）

## かつてメンバーだった議員
- 中川秀直（自由民主党） - 元・共同代表世話人、元・清和政策研究会、第46回衆議院議員総選挙に立候補せずに引退。
- 斉藤斗志二（自由民主党） - 元・平成研究会、第45回衆議院議員総選挙に出馬したが落選、その後、2009年8月31日をもって政界から引退。
- 津島雄二（自由民主党） - 元・平成研究会会長、第45回衆議院議員総選挙に出馬しない意向を表明し、政界から引退。
- 中村博彦（自由民主党・清和政策研究会） - 2013年7月31日、多臓器不全のため急死。70歳。
- 西島英利（自由民主党・宏池会） - 第22回参議院議員通常選挙に出馬したが落選。
- 西本勝子（自由民主党・番町政策研究所） - 第45回衆議院議員総選挙に出馬したが落選、その後、政界から引退。
- 森山眞弓（自由民主党） - 第45回衆議院議員総選挙には出馬せず、政界引退を表明。
- 谷垣禎一（自由民主党・有隣会） - 2017年9月25日、正式に政界引退を表明。
- 石井みどり（自由民主党・平成研究会） - 第25回参議院議員通常選挙に立候補しない意向を固め、2019年7月4日の公示に際し、立候補を届けなかった。
- 石原伸晃（自由民主党・近未来政治研究会） - 第49回衆議院議員総選挙に出馬したが落選。
- 北側一雄（公明党） - 元・共同代表世話人、第50回衆議院議員総選挙には出馬せず、政界引退を表明。
- 尾辻秀久（自由民主党） - 元・共同代表世話人、第27回参議院議員通常選挙には出馬せず、政界引退を表明。
- 山田俊男（自由民主党） - 第27回参議院議員通常選挙には出馬せず、政界引退を表明。